# Octospora leucoloma
Octospora leucoloma är en svampart som beskrevs av Hedw. 1789. Octospora leucoloma ingår i släktet Octospora och familjen Pyronemataceae.  Arten är reproducerande i Sverige. Inga underarter finns listade i Catalogue of Life.